# 랄프 비스도르프
랄프 비스도르프(독일어: Ralf Bißdorf, 1971년 3월 15일~)는 독일의 은퇴한 펜싱 선수이다. 현역 시절 주 종목은 플뢰레로, 2000년 하계 올림픽의 남자 플뢰레 개인전 은메달리스트이다.